# Escorça entorrinal
L'escorça entorrinal (EC) és una àrea de l'al·locòrtex del cervell, situada al lòbul temporal medial, les funcions del qual inclouen ser un centre de xarxa generalitzat per a la memòria, la navegació i la percepció del temps. L'EC és la interfície principal entre l'hipocamp i el neocòrtex. El sistema EC-hipocamp té un paper important en les memòries declaratives (autobiogràfiques/episòdiques/semàntiques) i en particular les memòries espacials, incloent la formació de la memòria, la consolidació de la memòria i l'optimització de la memòria durant el son. L'EC també és responsable del preprocessament (familiaritat) dels senyals d'entrada en la resposta reflexa de la membrana nictitant del condicionament clàssic de traça; l'associació d'impulsos de l'ull i de l'oïda es produeix a l'escorça entorrinal.

## Anatomia
L'escorça entorrinal és una porció del gir parahipocampal rostral.
Normalment es divideix en regions medial i lateral amb tres bandes amb propietats diferents i connectivitat que s'executen perpendicularment a tota la zona. Una característica distintiva de l'EC és la manca de cossos cel·lulars on hauria d'estar la capa IV; aquesta capa s'anomena Làmina dissecans.

### Estructura
Normalment es divideix en regions medial i lateral amb tres bandes amb propietats diferents i connectivitat que s'executen perpendicularment a tota la zona. Una característica distintiva de l'EC és la manca de cossos cel·lulars on hauria d'estar la capa IV; aquesta capa s'anomena Làmina dissecans.

### Connexions

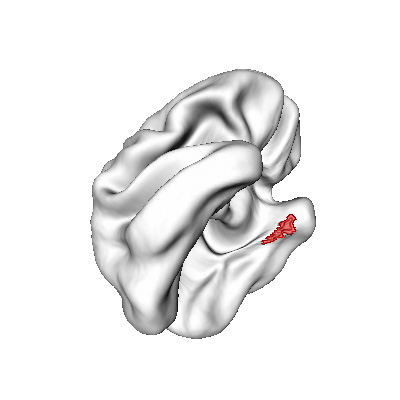
Vista de l'escorça entorrinal esquerra (vermell) des de sota del cervell, amb la part frontal del cervell a la part superior. Representació de l'artista.

Les capes superficials (capes II i III) de l'EC es projecten al gir dentat i a l'hipocamp: la capa II es projecta principalment a la circumvolució dentada i la regió de l'hipocamp CA3; la capa III es projecta principalment a la regió de l'hipocamp CA1 i al subicul. Aquestes capes reben aportacions d'altres àrees corticals, especialment les còrtexs associatives, peririnals i parahipocampals, així com l'escorça prefrontal. L'EC en conjunt, per tant, rep inputs molt processats de totes les modalitats sensorials, així com inputs relacionats amb els processos cognitius en curs, tot i que cal subratllar que, dins de l'EC, aquesta informació roman almenys parcialment segregada.
Les capes profundes, especialment la capa V, reben una de les tres sortides principals de l'hipocamp i, al seu torn, intercanvien connexions d'altres àrees corticals que es projecten a l'EC superficial.